# Unione parlamentare degli Stati membri della OIC
L'Unione parlamentare degli Stati membri della OIC, (in inglese  Parliamentary Union of the OIC Member States PUIC e PUOICM) è formata dai parlamenti degli Stati membri dell'Organizzazione della cooperazione islamica (OIC).
Fu fondata in Iran il 17 giugno 1999; la sede principale è a Tehran. Può essere considerata espressione della democrazia islamica.

## Stati membri
| Stati membri        | Anno di adesione |
| ------------------- | ---------------- |
| Afghanistan         | 2008             |
| Albania             | 1999             |
| Algeria             | 1999             |
| Arabia Saudita      | 1999             |
| Azerbaigian         | 1999             |
| Bahrein             | 1999             |
| Bangladesh          | 1999             |
| Benin               | 1999             |
| Burkina Faso        | 1999             |
| Camerun             | 1999             |
| Ciad                | 1999             |
| Costa d'Avorio      | 1999             |
| Egitto              | 1999             |
| Emirati Arabi Uniti | 1999             |
| Gabon               | 1999             |
| Gambia              | 2009             |
| Gibuti              | 1999             |
| Giordania           | 1999             |
| Guinea              | 1999             |
| Guinea-Bissau       | 1999             |
| Guyana              | 1999             |
| Indonesia           | 1999             |
| Iran                | 1999             |
| Iraq                | 1999             |
| Kazakistan          | 1999             |
| Kirghizistan        | 1999             |
| Kuwait              | 1999             |
| Libano              | 1999             |
| Libia               | 1999             |
| Malaysia            | 1999             |
| Mali                | 1999             |
| Marocco             | 1999             |
| Mauritania          | 1999             |
| Mozambico           | 1999             |
| Niger               | 1999             |
| Oman                | 1999             |
| Pakistan            | 1999             |
| Palestina           | 1999             |
| Qatar               | 1999             |
| Senegal             | 1999             |
| Sierra Leone        | 1999             |
| Siria               | 1999             |
| Somalia             | 2007             |
| Sudan               | 1999             |
| Tagikistan          | 2006             |
| Togo                | 1999             |
| Tunisia             | 1999             |
| Turchia             | 1999             |
| Turkmenistan        | 1999             |
| Uganda              | 1999             |
| Yemen               | 1999             |

I membri dell'OIC che non partecipano sono: Brunei, Comore, Maldive, Nigeria, Suriname, Uzbekistan.

## Osservatori
| Osservatori                                                                    | Anno di adesione |
| ------------------------------------------------------------------------------ | ---------------- |
| Unione interparlamentare (IPU)                                                 | 1999             |
| Parlamento arabo                                                               | 1999             |
| African Parliamentary Union                                                    | 1999             |
| Assemblea dei parlamentari asiatici (APA)                                      | 1999             |
| Consiglio consultivo dell'Unione del Maghreb Arabo                             | 1999             |
| Organizzazione della cooperazione islamica (OIC)                               | 1999             |
| Lega degli Stati Arabi                                                         | 1999             |
| Unione africana                                                                | 1999             |
| Comitato internazionale della Croce Rossa (ICRC)                               | 2004             |
| Cipro del Nord                                                                 | 2004             |
| Assemblea interparlamentare degli Stati membri della CSI                       | 2006             |
| Assemblea interparlamentare della Comunità economica eurasiatica (IPA EurAsEc) | 2009             |
| Assemblea parlamentare del Mediterraneo                                        | 2009             |
| Islamic Conference Youth Forum for Dialogue and Cooperation                    | 2010             |

## Segretario generale
Il primo segretario generale fu il diplomatico egiziano Ibrahim Ahmed Auf, che ha ricoperto la carica per due mandati, dal 1º marzo 2000 al 30 aprile 2008.
Il 1º maggio 2008 è stato nominato segretario generale il turco Mahmud Erol Kilic.